# Юкатан (штат)
Юката́н (ісп. Yucatán) — штат у Мексиці, розташований на півночі півострова Юкатан. Раніше штат Юкатан об'єднував всі три штати, розташованих на півострові — Юкатан, Кампече і Кінтана-Роо. Столиця штату — Мерида.

## Походження назви
До прибуття іспанців цей регіон називався del Mayab. Мовою мая це перекладається як «декілька». Це був дуже важливий регіон для цивілізації мая, що досягла піку свого розвитку на цьому місці, де ними були засновані кілька важливих міст. За поширеною, але мало достовірною етимологією, назва Юкатан виникла при першому контакті іспанців з аборигенами: висадився в 1517 конкістадор Е. Кордоба хотів дізнатися у індіанців назву місцевості, а у відповідь почув uh yu ka t'ann — «не розумію», що було прийнято за назву. За іншою версією назва від етноніма Ki u t'ann «розмовляючі» (на відміну від тих, хто не розуміє їхньої мови).

## Географія
На півночі штат Юкатан омивається Мексиканською затокою. Межує з іншими штатами Мексики: на заході з Кампече, на сході з Кінтана-Роо. Юкатан знаходиться в переході між тропічними лісами Петенського басейну і листяними лісами північного Юкатану. Рельєф штату пологий і рівнинний з найбільшими висотами до 200 м над рівнем моря. Поверхня Юкатану складається з осадових порід. У штаті немає річок і озер. Узбережжя рясніє лагунами. На території штату є карстові провали і підземні річки (система Сак Актун) і озера (сеноти). Найбільша такий водойма — це Chichén Itzá. Береги в основному заросли мангровими лісами. Клімат штату має 3 типи: жаркий і дощовий, теплий і напів-теплий. Опадів в рік випадає в середньому 1300—1500 мм. Середньорічна температура +27 °C.

## Історія

### Доіспанський період

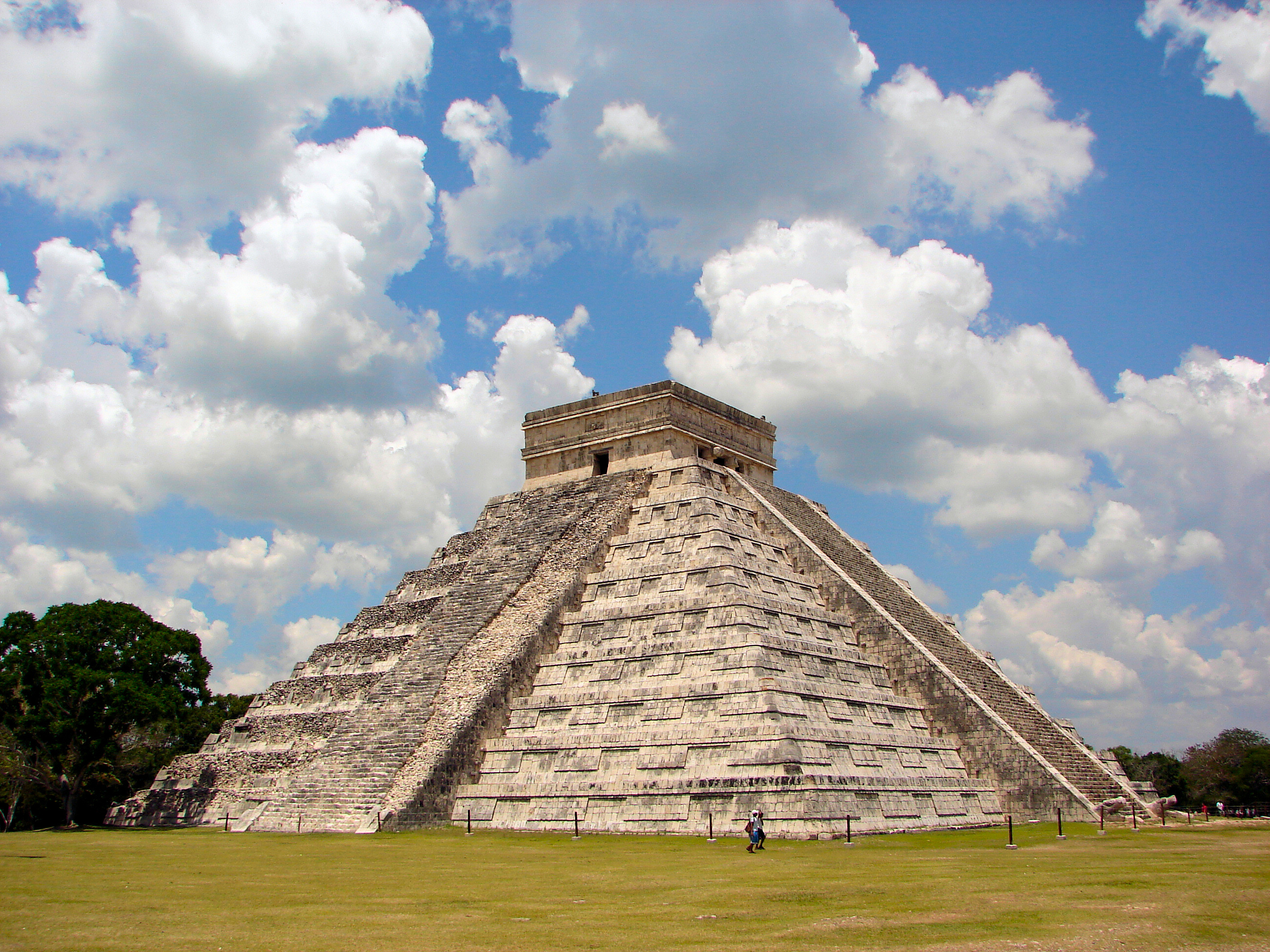
Замок Кукулькану в Чичен-Іці

Походження перших поселень людей не було науково підтверджено, хоча присутність перших людей датується кінцем плейстоцену, або льодовикового періоду (близько 10 000 — 12 000 років тому). Свідоцтва про це було знайдено в печерах Лольтун (Loltún) і кавернах Тулум (Tulum) (Жінки пальм). Перші мая прийшли на півострів близько 250 року до н. е. з Петену (Petén) (нині північна Гватемала), для заселення південно-східного Юкатану (сучасний Бакалар, Кінтана Роо).
У 525 році чане (chane) (плем'я мая, яке передувало іца) пройшли на схід півострова, заснувавши міста-держави Чичен-Іца (Chichén Itzá), Ісамаль (Izamal), Мотуль (Motul), Ек Балам (Ek Balam), Ічкаансіо (Ichcaanzihó) (сучасна Мерида) і Чампотон (Champotón). Пізніше предки тольтеків Тутуль Шіу (Tutul xiúes), які прийшли з узбережжя Мексиканської затоки оселилися в регіоні, з якого зігнали іца і кокомів, і нарешті, після багатьох років і багатьох битв, була сформована маяпанська ліга (в складі іца, шіу і кокомів), яка розпалася у 1194 році. Почався період анархії і роздроблених володінь, які і виявили іспанці в 16 столітті.

### Іспанська період
У 1513 році іспанський конкістадор Хуан Понсе де Леон (Juan Ponce de León) вже захопив острів Боринкен (Borinquén) (нині Пуерто-Рико) і «відкрив» Флориду. А. де Аламінос (Antón de Alaminos), який був разом де Леоном на цьому «відкритті», підозрював, що на заході від Куби вони могли б знайти нові землі. Під їхнім впливом Дієго Веласкес (Diego Velázquez de Cuéllar), за підтримки губернатора Куби організував експедицію під командуванням Ф. Е. де Кордови, за участю капітанів К. де Моранте (Cristóbal de Morante) і Л. де Очоа (Lope Ochoa de Caicedo) для вивчення морів на захід від острова. Ця експедиція вирушила з порту Ахаруко (Ajaruco) 8 лютого 1517 року до Гавани і після обходу острова і йдучи на південний захід від півострова Юкатан, 1 березня експедиція висадилася на півострові. Є розбіжності про те, де висадилися дослідники. Дехто каже, що це сталося на острові Мухерес (Isla Mujeres), інші, що на мисі Каточе (Cabo Catoche), де дослідники побачили велике місто, названий ними «Gran Cairo».
Завоювання Юкатану було завершено лише через два десятиліття після завоювання Мексики. Це зробили конкістадори Ф. де Монтехо «Старший» (Francisco de Montejo el Adelantado), його син Ф. де Монтехо і Леон «Молодший» (Francisco de Montejo y León «el Mozo») і його племінник Ф. де Монтехо «Племінник» (Francisco de Montejo, el sobrino). «Старший» був в експедиціях Х. де Гріхальви (Juan de Grijalva) і був з Ернаном Кортесом (Hernán Cortés) в третій експедиції, в якій була завойована Мексика. Згодом він був призначений начальником експедиції для завоювання індіанців мая, однак зазнав невдачі у своїй першій спробі в 1527—1528 роках. У 1529 році він був призначений губернатором Табаско (Tabasco) з метою замирити його і завоювати Юкатан і Косумель. З Табаско Монтехо почав нову кампанію на Юкатан (1531—1535) і весь час програвав індіанцям. Близько 1535 року, після численних кривавих битв з тубільцями, він досяг повного заспокоєння Табаско і почав планувати свій новий набіг на Юкатан.
Монтехо «Старший» був губернатором Табаско, пізніше обіймав таку ж посаду в Гондурасі, і Чіапасі. Монтехо «Молодший» завершив місію батька. Він заснував міста Сан Франциско де Кампече і Мерида. Місто Мерида було засноване на руїнах маянского міста Ichkanzihóo (T'hó), а для будівництва його іспанці використовували каміння з маянських руїн. 11 червня 1542 року уряд провінції переїхав з Санта Марії де ла Вікторія (Табаско) в Мериду. Щойно заснована Мерида була обложена маянськими військами Н. Коком (Nachi Cocom) (сюзерен або Halach uinik мовою мая). Це була боротьба за остаточне завоювання Юкатану і з цієї перемоги іспанці зміцнили свої володіння на заході півострова. Монтехо «Старший» призначив свого племінника Ф. де Монтехо «племінника» для завоювання східного Юкатану, що він зробив після довгих кровопролитних боїв 28 травня 1543 року заснуванням міста Вальядолід (Valladolid). На посаді віце-губернатора і голови суду, Монтехо «Молодший» керував генерал-капітанством (до якого додавалася провінція Табаско) у відсутності свого батька, до його повернення в 1546 році, який взяв на себе управління Юкатаном.
Після початку іспанської колонізації Америки, з 1565 року півострів Юкатан керувався звичайним губернатором, підлеглим аудієнції Мексики. Однак наприкінці 16 століття, щоб запобігти проникненню в Карибський регіон інших держав, іспанські монархи почали створювати в окремих областях генерал-капітанства. У 1617 році губернатор Юкатана отримав титул «генерал-капітан», ставши більш незалежним від віце-короля Нової Іспанії в адміністративних і військових питаннях. На відміну від інших володінь у Новому Світі, на Юкатані не стали вводити Коррехідорів. Ставши генерал-капітанство, Юкатан проте залишався в складі віце-королівства Нова Іспанія; віце-король міг при необхідності втручатися в адміністративні справи, а аудієнція в Мехіко приймала апеляції по судових питань. Генерал-капітанство Юкатан розташовувалося на території сучасних мексиканських штатів Кампече, Кінтана-Роо, Табаско, Юкатан, а також (номінально) Белізу і гватемальського департаменту Петен.
Жорстока політика нерівності в ставленні до тубільним народам була нормальним явищем в колонії, що призводило до заходів у відповідь і частих повстань. У листопаді 1761 року індіанець мая з міста Систейль (Cisteil) Х. Канек (Jacinto Canek) очолив збройне повстання проти уряду, яке було швидко придушене. Захоплені повстанці були доставлені в Мериду, де вони були засуджені і піддані тортурам. Місто Систейль в науку індіанцям було спалене і засипане сіллю.
У 1786 році, в рамках реформ Бурбонів, генерал-капітанство було перетворено в Інтендантство Юкатан, що займало ту ж саму територію. Через свою географічну віддаленість від центру Нової Іспанії, особливо від Мехіко, Юкатан не постраждав від військових випробувань під час мексиканської війни за незалежність, проте, війна вплинула на освічених людей в Юкатані. У 1820 році Л. де Савала (Lorenzo de Zavala), член групи Sanjuanistas (група креолів, які зустрілися в церкві Св. Іоанна (по-іспанськи San Juan) в центрі міста Мерида), створив Вітчизняну Конфедерацію (Confederación Patriótica), яка зі часом розділилася на дві групи: прихильників іспанського правління відповідно до Кадіської конституції, і інша на чолі з Савалья, який прагнув до повної незалежності від Іспанії. М. Каррільо Альборнос (Mariano Carrillo Albornoz), тодішній губернатор Юкатану, послав Савалу і М. Г. Сосу (Manuel García Sosa) депутатами Кадіських кортесів (парламент Іспанії) в Мадрид, в той час як інші ліберали були ув'язнені.
У 1821 році мексиканці запропонували корону нової Мексиканської Імперії Фердинанду VII або іншому члену іспанської королівської династії. Після відмови з іспанської сторони визнати незалежність Мексики, Армія Трьох Гарантій (ejército Trigarante) під керівництвом А. де Ітурбіде (Agustin de Iturbide) (майбутній імператор Агустін I) і В. Герреро (Vincente Guerrero) скоротила політичну і економічну залежність від Іспанії. Поки все це відбувалося в Юкатані, план Ігуала (проголошення незалежності Мексики) був проголошений в штаті Герреро (в той час частина інтендантства Мехіко).

### Період незалежності Мексики
Наступник Альборнос Х. М. Ечеверрія (Juan María Echéverria) 15 вересня 1821 проголосив незалежність півострова і послав двох своїх представників для ведення переговорів з урядом Мексики з метою включення Юкатану до складу Мексиканської Імперії. 2 листопада 1821 року Юкатан увійшов до складу країни. Савала, що дотримувався республіканських і ліберальних поглядів, заперечував проти встановлення монархії, стверджуючи, що серед прихильників Агустина I було безліч людей зі старого керівництва віце-королівства — духовенство, дворянство, генералітет (в тому числі такі люди, як А. Л. де Санта Анна (Antonio López de Santa Anna)). Незважаючи на це 21 липня 1822 року відбулася коронація Агустина Ітурбіде в Мехіко в Кафедральному соборі. У грудні 1822 року генерали Санта-Анна і Г. Вікторія (Guadalupe Victoria) підписали план де Каса Мата (Plan de Casa Mata) — пакт, за допомогою якого вони прагнули скасувати монархію і перетворити Мексику в республіку. Спочатку прихильник Ітурбіде, Санта-Анна прийняв республіканські принципи. Агустин I був змушений зректися престолу і покинув країну.
У травні 1823 року, після відставки Ітурбіде, Вікторія став першим президентом Мексики, а Санта-Анна став губернатором Юкатану. Юкатан приєднався до Мексики як Федеративна Республіка Юкатан або Перша Федеральна Республіка (Primera República Federal) 23 грудня 1823 року. Обидва були державами-засновниками Мексиканських Сполучених Штатів. Нова федеральна конституція Мексики повністю задовольнила ідеали юкатанців. Штатом управляли дві правлячі хунти. У 1824 першим губернатором штату став Ф. А. Таррас (Francisco Antonio Tarrazo).
У Мексиці в 19 столітті йшла непримиренна боротьба, часто збройна, між лібералами-федералістами і консерваторами-централістами. Федералісти виступали за баланс сил між трьома гілками влади: виконавчою, законодавчою та судовою. Централісти — за концентрацію всієї влади в руках президента республіки. Федералісти перебували при владі з народження Республіки до 1835 року і цей період відповідає спокійним, мирним відносинам між Мексикою і Юкатаном. У 1835 році до влади в країні прийшли централісти, які стали призначати губернатора Юкатану. Як тільки Юкатан втрачав все більше і більше автономії, його народ думав про більш серйозні можливості своєї власної незалежності і формування другої республіки. Важливим прецедентом для цього послужили події в Техасі, де була проголошена республіка, і республік Центральної Америки. Як не дивно, першим віце-президентом Техасу став Л. Савала. У Юкатані почалися заворушення. Армія федералістів Юкатану під командуванням капітана С. Імама (Santiago Imam) взяла місто Вальядолід і 12 лютого 1840 року опублікувала доповідь, в якій говорилося, що федералізм повинен бути відновлений як форма правління для боротьби з бідністю в країні. Акт зажадав відновлення мексиканської Конституції 1824 року. Шість днів по тому, в присутності військ гарнізону Мериди під командуванням А. Торренса (Anastasio Torrens) і багатьох прихильників, капітан С. Імам проголосив незалежність юкатанської території. 6 червня 1840 року м Кампече здалося юкатанским федералістам після військової облоги. Центральний уряд Мексики оголосив війну Юкатану. 16 березня 1841 року на першому засіданні міської ради в Мериді, натовп на чолі з М. Барбачано (Miguel Barbachano Terrazo) — майбутнім губернатором Юкатану — увірвався в кімнату, закликаючи до незалежності Юкатану. Деякі члени цієї групи спустили мексиканський прапор, не замислюючись про наслідки, і підняли на його місце прапор, який називається Yucateco. Офіційно, кілька днів по тому мексиканський прапор був спущений на судах і будівлях на користь юкатанського прапора.

### Республіка Юкатан

Прапор Республіки Юкатан

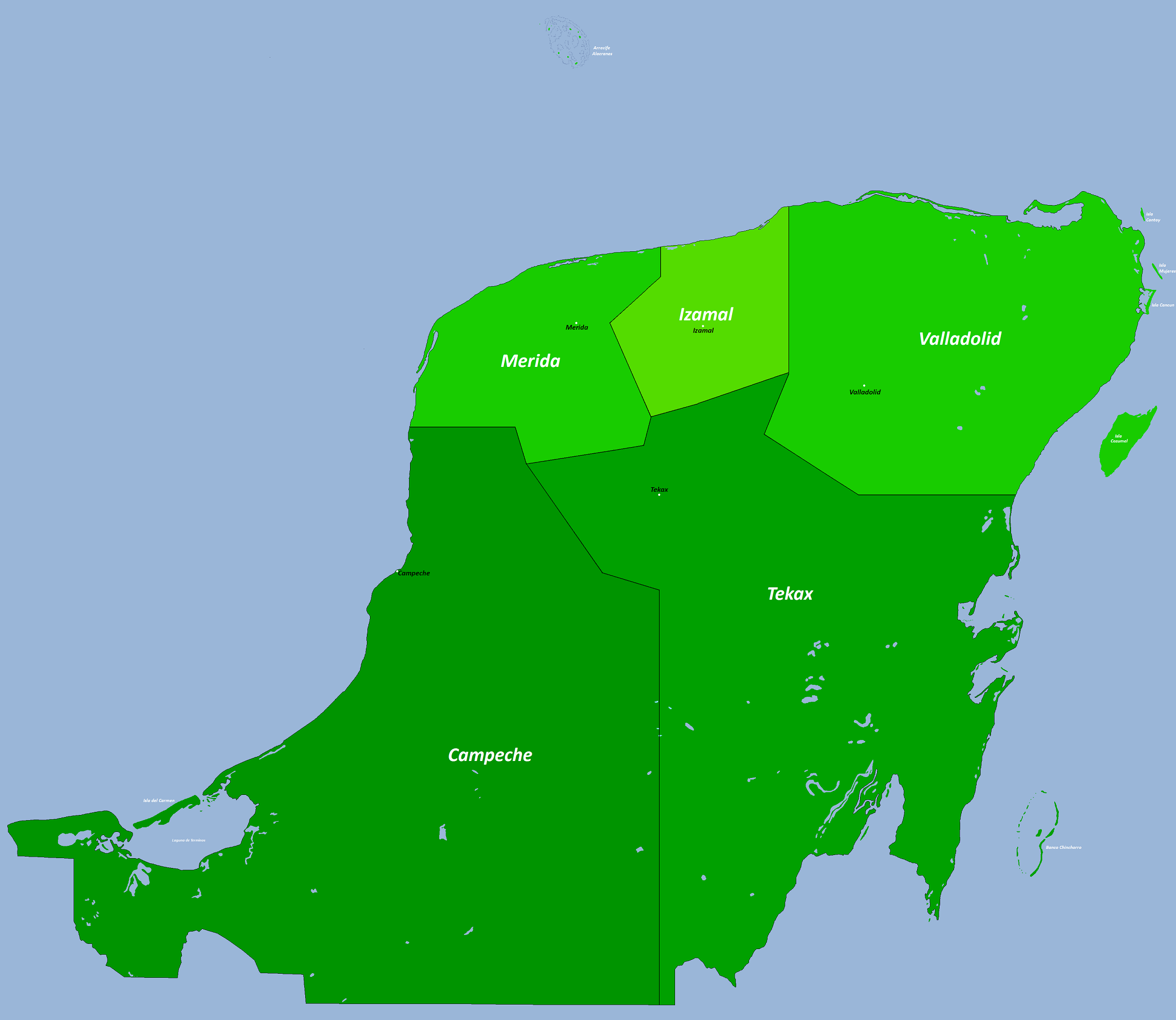
Республіка Юкатан була розділена на 5 округів.

У жовтні 1841 року місцева палата депутатів прийняла Закон про незалежність півострова Юкатан. Восени 1841 року президент Мексики Санта Анна направив на Юкатан посланника — для встановлення діалогу з сепаратистами. Переговори виявилися успішними, і в кінці листопада були підписані угоди, за якими, однак, Юкатан зберігав своє митно-тарифне законодавство і вільне ввезення товарів в порти Республіки.
У Мехіко домовленості з Юкатаном були проігноровані. Центральний уряд вимагав, щоб Юкатан приєднався до Мексики і повністю прийняв план Такубайя, за яким юкатанська територія повинна була увійти з урахуванням всіх законів, прийнятих конгресом. Він також вимагав, щоб Юкатан розірвав усі відносини з Республікою Техас, тому що Мексика була в стані війни з техасцями. Втративши терпіння і зазнавши невдачі в умовляннях влади Юкатану, президент Санта Анна послав війська на півострів. У серпні 1842 року, після захоплення стратегічно важливого острова Кармен, урядові війська встановили блокаду узбережжя Юкатану. Протягом декількох днів президентські війська взяли кілька міст сепаратної республіки. Однак, дізнавшись про чисельну перевагу сепаратистів, мексиканський генерал Пенья здався і погодився відвести свої війська морем в Тампіко (штат Тамауліпас). Незважаючи на це, Санта Анна відмовився визнати незалежність Юкатану і заборонив заходження суден під прапором Юкатану в порти Мексики, і навпаки. Це припинило будь-яку торгівлю Юкатану з Мексикою, що призвело до глибоких економічних проблем в республіці. Голова держави М. Барбачано, знаючи, що Санта Анна зазнав поразки у війні на Юкатані, вирішив вести переговори з центральним урядом. Юкатан запропонував кілька умов центральному уряду. Санта Анна, все ж, погодився на кілька умов, які дали повну автономію Юкатану. 5 грудня 1843 року Юкатан відновив торгівлю з Мексикою і Республіка зберегла свій суверенітет.
Така ситуація тривала недовго. Мексиканський уряд 21 лютого 1844 року постановив, що унікальні права і автономія, надані Юкатану, є неконституційними. Наприкінці 1845 року мексиканський Конгрес скасував конвенції грудня 1843 року і Асамблеї Юкатану, яка проголосила свою незалежність 1 січня 1846 року. В добавок до непорозумінь між Юкатаном і центром, сепаратна республіка стикалася з внутрішніми розбіжностями між прихильниками двох особистостей — М. Барбачано і С. Мендеса. Це суперництво призвело до того, що були сформовані два уряди Юкатану.
У серпні 1846 тимчасовий президент Мексики Х. М. Салас відновив федеральну конституцію 1824 року і федеральну систему правління. Барабачано зустрів цю звістку з ентузіазмом і погодився повернути Юкатан в лоно Мексики, а ось Мендес відповів, що почне війну і буде відстоювати незалежність Юкатану і заявляв, що входження Юкатану до складу Мексики залучить його в війну з США. У жовтні 1846 року флот США взяв Сьюдад Кармен і блокував територію.

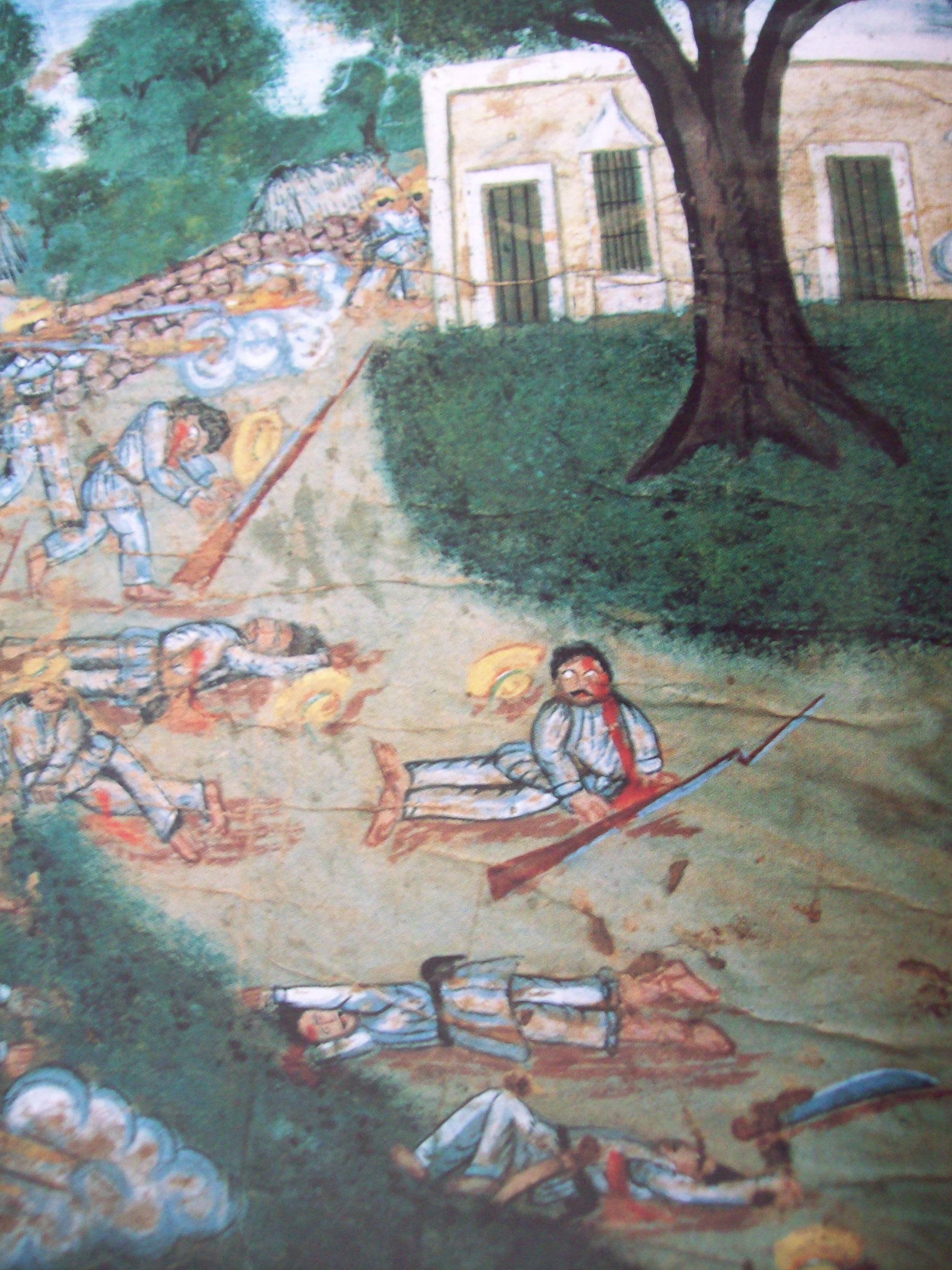
Війна Каст, картина сер. 19 в.

30 липня 1847 в Тепіче почалося повстання мая, які платили високі податки при найгірших умовах праці, проти білих і метисів. Це повстання, що тривало до 1902 року, відомо в історії як Війна Каст. Уряд Мендеса стояв перед серйозною проблемою внутрішньої безпеки і захисту торгівлі. Мендес направив делегацію до столиці США Вашингтона, щоб переконати американський уряд в нейтралітеті Юкатану в американо-мексиканської війни і зняти блокаду. Мабуть, передбачалася анексія Юкатану Сполученими Штатами. Президент останніх вхопився за цю ідею і провів в Палаті представників Конгресу США Білль про Юкатан, який, проте, не був прийнятий Сенатом, так як війна США і Мексики затягнулася і була обтяжлива для бюджету, і нова війна з індіанцями Юкатану Америці була не потрібна. У розпачі президент С. Мендес пропонував Юкатанський суверенітет то іспанському губернатору Куби, то англійському губернаторові Ямайки, але ніхто не відгукнувся на його пропозиції. Повстання було настільки велике, що поставило під загрозу існування некорінного населення на півострові. Нарешті, пішовши на деякі поступки, уряду Юкатану вдалося умовити частину індіанців скласти зброю. Інша частина продовжувала боротися за повне знищення білих. У квітня 1848 президентом Юкатану знову став прихильник єдності з усією іншою Мексикою на федеративних умовах М. Барбачано.

### У складі Мексики

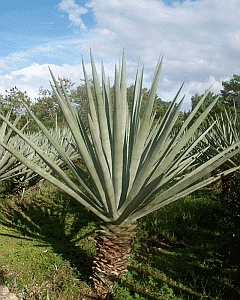
Агава, відома в Юкатані, як генекен.

17 серпня 1848 року було відновлена конституція Юкатана 1825 року й територія ця знову увійшла до складу Мексики як штат з обраними губернаторами. М. Барбачано отримав посаду губернатора. У 1852 році через внутрішню боротьбу між протиборчими політичними угрупованнями область Кампече була відділена, і там була утворена федеральна територія. 29 квітня 1863 року в президентство Б. Хуареса (Benito Juárez) Кампече отримав статус штату з виборними губернаторами.
З плином часу мексиканській владі вдалося погасити всі вогнища повстання мая. Воно офіційно завершилося окупацією столиці індіанців мая Чан Санта Крус (Chan Santa Cruz) мексиканською армією в 1901 році, хоча сутички в селах і селищах, які відмовилися визнавати центральну владу, тривали протягом ще одного десятиліття. Через конфлікт, 24 листопада 1902 року президент П. Діас (Porfirio Diaz) підписав указ про створення федеральної території Кінтана Роо на сході Юкатану (пізніше вона стала штатом). За трохи більше 50 років Юкатан втратив більше 2/3 своєї первісної території.
Наприкінці 19 століття виробництво генекену, який в інших місцях називається сизаль, росло великими темпами. Генекен, вирощений в Юкатані, використовувався в усьому світі для виробництва мотузок і шпагату, і став відомий як сизалева мотузка, названа на честь приморського міста Сисаль, звідки мотузка відправлялася. Сьогодні Сисаль це тихе рибальське і курортне селище. Виробництво генекену забезпечило фінансову автономію ізольованого Юкатана. Волоконні заводи (відомі як sosquil (мая: sos kí)) виготовляли шпагат і мотузки, які використовуються в багатьох областях. Генекен став головною статтею експорту з Юкатану, роблячи багато місцевих сімей дуже багатими. Сотні успішних асьенде виробляли агаву всюди в штаті, поки не почалося виробництво синтетичних матеріалів після Другої Світової війни. Неймовірний приплив багатства протягом цього періоду зосереджувався в основному в Мериді. Це дозволило місту встановити вуличне освітлення і трамвайні лінії раніше ніж в Мехіко. З чуток, на початку 20 століття в місті було найбільше число мільйонерів на душу населення в світі. Із занепадом виробництва генекена асьєнди не були занедбані, навпаки, вони були відремонтовані і використовуються як приватні вілли, готелі і місця проведення заходів. У 1922 році до влади прийшов кандидат від Соціалістичної партії Південного Сходу (Partido Socialista del Sureste, PSS) Ф. Каррільо Пуерто (Felipe Carrillo Puerto) — перший губернатор-соціаліст в Америці.
У 1926 році до влади в штаті прийшла право-соціалістична Інституційно-Революційна партія (PRI), губернатори від якої обиралися аж до початку 2000-х. До середини 20 століття велика частина контактів Юкатану із зовнішнім світом відбувалася з іноземними державами, а не з внутрішніми районами Мексики. У 1950-х Юкатан був пов'язаний з рештою країни залізницею, а з 1960-х — шосе, яке закінчило відносну ізоляцію штату. Комерційні реактивні літаки почали прибувати в Мериду в 1960-х. Також були побудовані аеропорти в інших містах, таких як Косумель і курорт Канкун. У 1980-х почав розвиватися туризм, який поступово став однією з основних галузей економіки.
У 1976 році на пост губернатора вперше був обраний представник корінного народу мая Ф. Луна Кан (Francisco Luna Kan). У 2001 році PRI програла губернаторські вибори правої партії Національної Дії (PAN), губернатором від якої став П. Патрон Лавьяда (Patricio Patrón Laviada). У 2007 році соціалісти повернули собі губернаторський пост, коли новим губернатором Юкатана було обрано І. Ортега (Ivonne Ortega Pacheco). У 2000-х Юкатан став одним з основних туристичних об'єктів, батьківщиною одного з численних індіанських народів — мая і об'єктів світової культурної та історичної спадщини. Також тут найнижчий рівень злочинності в країні, а в 2011 році Мерида отримала приз «Місто світу».

## Адміністративний поділ

Адміністративна мапа Мексики.

Адміністративна мапа штату Юкатан.

В адміністративному відношенні ділиться на 106 муніципалітетів
| INEGI код | Муніципалітети (укр.) | Муніципалітети (ориг.) |
| --------- | --------------------- | ---------------------- |
| 001       | Абала                 | (Abalá)                |
| 002       | Аканкех               | (Acanceh)              |
| 003       | Акіль                 | (Akil)                 |
| 004       | Бака                  | (Baca)                 |
| 005       | Бокоба                | (Bokobá)               |
| 006       | Букцоц                | (Buctzotz)             |
| 007       | Какальчен             | (Cacalchén)            |
| 008       | Калотмуль             | (Calotmul)             |
| 009       | Кансахкаб             | (Cansahcab)            |
| 010       | Кантамаєк             | (Cantamayec)           |
| 011       | Селестун              | (Celestún)             |
| 012       | Сенотільйо            | (Cenotillo)            |
| 013       | Конкаль               | (Conkal)               |
| 014       | Кункунуль             | (Cuncunul)             |
| 015       | Кусама                | (Cuzamá)               |
| 016       | Чаксинкін             | (Chacsinkín)           |
| 017       | Чанком                | (Chankom)              |
| 018       | Чапаб                 | (Chapab)               |
| 019       | Чемаш                 | (Chemax)               |
| 020       | Чикшулуб-Пуебло       | (Chicxulub Pueblo)     |
| 021       | Чичиміла              | (Chichimilá)           |
| 022       | Чикінцонот            | (Chikindzonot)         |
| 023       | Чочола                | (Chocholá)             |
| 024       | Чумаель               | (Chumayel)             |
| 025       | Цан                   | (Dzan)                 |
| 026       | Цемуль                | (Dzemul)               |
| 027       | Ціцантун              | (Dzidzantún)           |
| 028       | Цілам-де-Браво        | (Dzilam de Bravo)      |
| 029       | Цілам-Гонсалес        | (Dzilam González)      |
| 030       | Цітас                 | (Dzitás)               |
| 031       | Цонкауїч              | (Dzoncauich)           |
| 032       | Еспіта                | (Espita)               |
| 033       | Халачо                | (Halachó)              |
| 034       | Хокаба                | (Hocabá)               |
| 035       | Хоктун                | (Hoctún)               |
| 036       | Хомун                 | (Homún)                |
| 037       | Хухі                  | (Huhí)                 |
| 038       | Хунукма               | (Hunucmá)              |
| 039       | Ішиль                 | (Ixil)                 |
| 040       | Ісамаль               | (Izamal)               |
| 041       | Канасин               | (Kanasín)              |
| 042       | Кантуніль             | (Kantunil)             |
| 043       | Кауа                  | (Kaua)                 |
| 044       | Халачо                | (Kinchil)              |
| 045       | Копома                | (Kopomá)               |
| 046       | Мама                  | (Mama)                 |
| 047       | Мані                  | (Maní)                 |
| 048       | Машкану               | (Maxcanú)              |
| 049       | Маяпан                | (Mayapán)              |
| 050       | Мерида                | (Mérida)               |
| 051       | Мокоча                | (Mocochá)              |
| 052       | Мотуль                | (Motul)                |
| 053       | Муна                  | (Muna)                 |
| 054       | Мушупип               | (Muxupip)              |
| 055       | Опичен                | (Opichén)              |
| 056       | Ошкуцкаб              | (Oxkutzcab)            |
| 057       | Панаба                | (Panabá)               |
| 058       | Пето                  | (Peto)                 |
| 059       | Прогресо              | (Progreso)             |
| 060       | Кінтана-Роо           | (Quintana Roo)         |
| 061       | Ріо-Лагартос          | (Río Lagartos)         |
| 062       | Сакалум               | (Sacalum)              |
| 063       | Самахіль              | (Samahil)              |
| 064       | Санахкат              | (Sanahcat)             |
| 065       | Сан-Феліпе            | (San Felipe)           |
| 066       | Санта-елена           | (Santa Elena)          |
| 067       | Сеє                   | (Seyé)                 |
| 068       | Синанче               | (Sinanché)             |
| 069       | Сотута                | (Sotuta)               |
| 070       | Сукила                | (Sucilá)               |
| 071       | Суцаль                | (Sudzal)               |
| 072       | Сума                  | (Suma)                 |
| 073       | Тахцью                | (Tahdziú)              |
| 074       | Тахмек                | (Tahmek)               |
| 075       | Теабо                 | (Teabo)                |
| 076       | Текох                 | (Tecoh)                |
| 077       | Текаль-де-Венегас     | (Tekal de Venegas)     |
| 078       | Теканто               | (Tekantó)              |
| 079       | Текаш                 | (Tekax)                |
| 080       | Текіт                 | (Tekit)                |
| 081       | Теком                 | (Tekom)                |
| 082       | Тельчак-Пуебло        | (Telchac Pueblo)       |
| 083       | Тельчак-Пуерто        | (Telchac Puerto)       |
| 084       | Темаш                 | (Temax)                |
| 085       | Темосон               | (Temozón)              |
| 086       | Тепакан               | (Tepakán)              |
| 087       | Тетис                 | (Tetiz)                |
| 088       | Тея                   | (Teya)                 |
| 089       | Тикуль                | (Ticul)                |
| 090       | Тимукуй               | (Timucuy)              |
| 091       | Тинум                 | (Tinúm)                |
| 092       | Тишкакалькупуль       | (Tixcacalcupul)        |
| 093       | Тишкокоб              | (Tixkokob)             |
| 094       | Тишмеуак              | (Tixméhuac)            |
| 095       | Тишпеуаль             | (Tixpéhual)            |
| 096       | Тисимін               | (Tizimín)              |
| 097       | Тункас                | (Tunkás)               |
| 098       | Цукакаб               | (Tzucacab)             |
| 099       | Уайма                 | (Uayma)                |
| 100       | Уку                   | (Ucú)                  |
| 101       | Уман                  | (Umán)                 |
| 102       | Вальядолід            | (Valladolid)           |
| 103       | Шокчель               | (Xocchel)              |
| 104       | Яшкаба                | (Yaxcabá)              |
| 105       | Яшкукуль              | (Yaxkukul)             |
| 106       | Йобаїн                | (Yobaín)               |

## Економіка

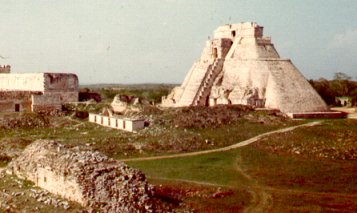
Вид на руїни міста Ушмаль

У структурі ВВП галузі економіки розподіляються так: торгівля — 21 %, фінанси — 19 %, виробництво — 13 %, сільське господарство — 7 %, будівництво — 6 % і гірнича справа — 1 %. Проте, основою економіки є сільське господарство. Основною сільськогосподарською культурою є агава генекен. Також вирощуються кукурудза, цитрусові (апельсини, лимони, грейпфрути), перець чилі, помідори, огірки, хікама, папая. Розвинена лісова промисловість, де переважає вирощування кедра. На фермах розводять велику рогату худобу, свиней, птицю, а також розвинене бджільництво. У прибережних водах ведеться інтенсивне рибальство (морський окунь, восьминіг, омари, акула). Промисловість штату представлена виробництвом продуктів харчування, напоїв і тютюну (60,2 % від промислового виробництва), 14,3 % займає текстильна промисловість, 8,9 % — виробництво неметалевих мінеральних продуктів, 7,4 % продукція з нафти і вугілля, 2,5 % машини та обладнання, 1,7 % — виробництво меблів, 1,6 % — металообробна промисловість. Розвинена торгівля і туризм. Головні туристичні визначні пам'ятки — руїни міст індіанців мая, таких як Чичен-Іца, Ушмаль, Каба, Лабна та ін.

## Герб
Герб штату Юкатан являє собою зелений щит з округлим краєм і золотою широкою облямівкою. У центрі щита летить золотий олень, перестрибуючи через золоте ж зображення рослини генекена — основної сільськогосподарської культури, який виростає з золотих же каменів, що натякають на не зовсім родючий ґрунт штату. У лівому верхньому кутку щита сяюче золоте сонце. На золотій облямівці зображені по два символи індіанців мая та іспанців. Зелені арки мая і зелені з золотими вікнами іспанські замки. Під щитом розташовується золота девізна стрічка, на якій зеленими буквами написано слово YUCATAN — назва штату. Герб був прийнятий 30 листопада 1989 після конкурсу, який виграв ескіз Х. Ф. Пеона (Juan Francisco Peón Ancona). До цього штат використовував герб міста Мерида — столиці штату. Штат Юкатан не має офіційно затвердженого прапора. Часто використовується біле полотнище із зображенням герба в центрі. У 1840-х використовувався триколор Республіки Юкатан. Цей прапор являє собою прямокутне полотнище з широкою зеленою вертикальною смугою біля древка. На ній п'ять білих п'ятикутних зірок, розташованих у шаховому порядку. Праворуч від зеленої смуги три горизонтальні смуги червона, біла і червона. Білі зірки представляли п'ять департаментів Юкатану — Mérida, Campeche, Valladolid, Izamal і Tekax. Ведеться робота з визнання цього прапора офіційним прапором штату.